# 恋愛ハンター
『恋愛ハンター』（れんあいハンター）は、モーニング娘。の49枚目のシングル。2012年4月11日に発売された。

## 概要
10期メンバー（飯窪春菜、石田亜佑美、佐藤優樹、工藤遥）加入後第2弾シングルかつ7代目リーダー・新垣里沙のラスト参加シングル。
8期メンバー光井愛佳のモーニング娘。として事実上最後の参加シングル。
メインボーカルおよびセンターは新垣里沙、道重さゆみ、田中れいな、鞘師里保、石田亜佑美。
初回生産限定盤A・B・C・D・E、通常盤の6形態で発売。
初回生産限定盤A・B・Cには、それぞれ異なる内容のDVDが同梱。
初回生産限定盤A・B・C・D・Eにはイベント抽選シリアルナンバーカードが封入。
初回生産限定盤E（新垣里沙卒業記念盤）のカップリングは新垣里沙のソロ曲「笑顔に涙〜THANK YOU! DEAR MY FRIENDS〜」。

## アートワーク
| 初回生産限定盤A | 『恋愛ハンター』歌唱メンバー12名 |
| 初回生産限定盤B | 『恋愛ハンター』歌唱メンバー12名 |
| 初回生産限定盤C | 『恋愛ハンター』歌唱メンバー12名 |
| 初回生産限定盤D | 『恋愛ハンター』歌唱メンバー12名 |
| 初回生産限定盤E | 新垣里沙                         |
| 通常盤          | 『恋愛ハンター』歌唱メンバー12名 |

## 規格品番

### 初回生産限定盤A
- CD：EPCE-5854
- DVD：EPCE-5855

### 初回生産限定盤B
- CD：EPCE-5856
- DVD：EPCE-5857

### 初回生産限定盤C
- CD：EPCE-5858
- DVD：EPCE-5859

### 初回生産限定盤D
- EPCE-5860

### 初回生産限定盤E
- EPCE-5861

### 通常盤
- EPCE-5862

## ミュージック・ビデオ

### 恋愛ハンター
「恋愛ハンター」のミュージック・ビデオでは、モーニング娘。のメンバーは狩猟服を着て、ハンターの動きをしている。ダンスの中で、ハンターのように見せるため足を大きく開いている。田中れいなはこの振付を踊るのは恥ずかしかったと述べている。衣装には10期メンバーは青、9期は赤、6期と8期の光井愛佳は黒、リーダーで5期の新垣里沙は黄の色分けがなされる。各メンバーが雑誌の表紙を飾る演出が取り入れられる。ビデオの終わりは、新垣がアップで登場。無音だが「モーニング娘。大好き」と呟いている。光井は足の怪我の回復が万全でないためダンス不参加。
ミュージック・ビデオが3月21日から22日の夜にモーニング娘。の公式YouTubeチャンネルで公開された。
3月25日、YouTubeのチャート（音楽、デイリー）で、日本1位、世界8位を記録。
4月7日、YouTubeでの総合再生回数100万回突破。

### 笑顔に涙〜THANK YOU! DEAR MY FRIENDS〜
松浦亜弥のアルバム『ファーストKISS』収録曲。新垣里沙によって選曲。「卒業」が題材の曲で、2012年5月18日でモーニング娘。を卒業する新垣が、卒業記念でカバー。つんく♂は「本人お気に入りのこの曲はモーニング娘。の曲ではないけど、モーニング娘。に加入したての頃によく聞いてた、思い出が詰まってる曲みたいです」とコメント。MVでは、メンバーとの思い出写真を沢山眺めながら進行していき、曲の最後でスーツ・ケースに写真を詰め込み、「THANK YOU! DEAR MY FRIENDS Risa」と書かれた手紙と、新垣の写真で締めくくられている。

## 批評
hotexpressの平賀哲雄は『「今 光れ！ 真剣に生きろ」や「燃え尽きる程 本気になれないなら 明日はない」や「抜け駆けしてでものし上がる気が無いなら 明日は無い」といったフレーズたちは、聴き手はもちろん、歌い手自身を大いに鼓舞させる内容となっており、新しい夢を掴む為に旅立つ新垣里沙、戸惑いながらも新しい章へと突入していくモーニング娘。にとって、実に相応しい。』と評している。

## チャートパフォーマンス
オリコンCDシングルデイリーランキングで初登場3位を獲得。その後2012年4月13日付オリコンCDシングルデイリーチャートで1位を獲得、2012年4月23日付オリコンシングル週間ランキングで初登場3位を記録。
当シングルでトップ10獲得作品数を49に伸ばし、浜崎あゆみを抜き「シングルトップ10獲得作品数」で単独1位に躍り出た。

## 収録曲

### CD
（全作詞・作曲：つんく）

#### 通常盤、初回生産限定盤A・B・C・D
1. 恋愛ハンター [4:43]
編曲：平田祥一郎
田中れいな、新垣里沙、鞘師里保、道重さゆみがソロパートを持っている[20]。
センターは新垣里沙。
エレクトロ・ポップ曲。
編曲はダブステップに影響される[7][5]。
前作「ピョコピョコ ウルトラ」までのシングル楽曲とは対照的に、これまでにない重低音ベースを用いたEDM（エレクトロニック・ダンス・ミュージック）を、本作以降のシングル楽曲で取り入れている[4]。
2. 私がいて 君がいる [3:55]
編曲：板垣祐介
3. 恋愛ハンター（Instrumental）

#### 初回生産限定盤E（新垣里沙卒業記念盤）
1. 恋愛ハンター
2. 私がいて 君がいる
3. 笑顔に涙〜THANK YOU! DEAR MY FRIENDS〜 [4:36]
歌：新垣里沙
編曲：大久保薫
4. 恋愛ハンター（Instrumental）

### DVD
初回生産限定盤A
1. 恋愛ハンター（Close-up Ver.）

初回生産限定盤B
1. 恋愛ハンター（Dance Shot Ver.）

初回生産限定盤C
1. 恋愛ハンター（Dance Shot Ver.2）

## 参加メンバー
- 5期：新垣里沙
- 6期：道重さゆみ、田中れいな
- 8期：光井愛佳
- 9期：譜久村聖、生田衣梨奈、鞘師里保、鈴木香音
- 10期：飯窪春菜、石田亜佑美、佐藤優樹、工藤遥

## 参加ミュージシャン
- 平田祥一郎 - プログラミング(1)
- 道重さゆみ - コーラス(1)
- 譜久村聖 - コーラス(1,2)
- 鞘師里保 - コーラス(1)
- 竹内浩明 - コーラス(1)
- 板垣祐介 - プログラミング&ギター(2)
- 鎌田浩二 - ギター(2)
- CHINO - コーラス(2)
- 大久保薫 - キーボード&プログラミング(E3)
- 新垣里沙 - コーラス(E3)

## 収録アルバム
- ⑬カラフルキャラクター
- The Best!〜Updated モーニング娘。〜
- ベスト! モーニング娘。20th Anniversary

## DVDシングル

### シングルV「恋愛ハンター」

#### 収録曲
1. 恋愛ハンター
2. 恋愛ハンター メイキング映像
3. 好きだな君が（LIVE Ver.）
歌：道重さゆみ・譜久村聖
『モーニング娘。コンサートツアー2011秋 愛BELIEVE〜高橋愛卒業記念スペシャル〜』より

### イベントV「恋愛ハンター」

#### 収録曲
1. 恋愛ハンター（新垣里沙 Solo Ver.）
2. 恋愛ハンター（道重さゆみ Solo Ver.）
3. 恋愛ハンター（田中れいな Solo Ver.）
4. 恋愛ハンター（光井愛佳 Solo Ver.）
5. 恋愛ハンター（譜久村聖 Solo Ver.）
6. 恋愛ハンター（生田衣梨奈 Solo Ver.）
7. 恋愛ハンター（鞘師里保 Solo Ver.）
8. 恋愛ハンター（鈴木香音 Solo Ver.）
9. 恋愛ハンター（飯窪春菜 Solo Ver.）
10. 恋愛ハンター（石田亜佑美 Solo Ver.）
11. 恋愛ハンター（佐藤優樹 Solo Ver.）
12. 恋愛ハンター（工藤遥 Solo Ver.）

### イベントV「笑顔に涙〜THANK YOU! DEAR MY FRIENDS〜」

#### 収録曲
1. 笑顔に涙〜THANK YOU! DEAR MY FRIENDS〜（Music Video）
2. 笑顔に涙〜THANK YOU! DEAR MY FRIENDS〜（Close-up Ver.）
3. メイキング映像